# Stokóweczka szmaragdowa
Stokóweczka szmaragdowa (Bolborhynchus dachilleae) – gatunek małego ptaka z rodziny papugowatych (Psittacidae). Występuje w zachodniej części Ameryki Południowej. Opisany w 1991 roku. Nie jest zagrożony.

## Taksonomia i odkrycie
Gatunek został odkryty w 1985 roku przez Charlesa A. Munna w trakcie badań w okolicach rzeki Manú w Peru. Zaobserwował on stadko zielonych ptaków, przypominających te z rodzaju Forpus, jednak nie wykazywały one dymorfizmu płciowego i nie przypominały żadnego znanego gatunku występującego w tym rejonie. W 1987 roku zespołowi kierowanemu przez Johna P. O’Neilla udało się pozyskać w terenie pierwsze okazy tych ptaków, a wtedy okazało się, że prawdopodobnie nie należą one do rodzaju Forpus, lecz są przedstawicielami nieopisanego jeszcze gatunku. Później O’Neill umieścił ten gatunek w rodzaju Nannopsittaca. Pierwszy opis gatunku sporządzili O’Neill, Munn i Irma Franke, a ukazał się on w 1991 roku na łamach czasopisma „The Auk”. Nazwa gatunkowa dachilleae upamiętnia zmarłą tragicznie w 1989 roku Barbarę D’Achille, działaczkę na rzecz ochrony środowiska i dziennikarkę. Nie wyróżnia się podgatunków.

## Zasięg występowania
Całkowity zasięg występowania szacowany jest na 134 000 km². Obejmuje miejsce, gdzie graniczą ze sobą Peru, Brazylia i Boliwia, jednak większa część zasięgu leży w Peru. Gatunek spotykany do wysokości 300 m n.p.m. w lasach na brzegach rzek. Był widziany w zaroślach drzew Calocophyllum spruceanum i Cecropia membranacea oraz bambusów.

## Morfologia
Nie występuje widoczny dymorfizm płciowy. Długość ciała wynosi 12 cm, masa ciała 37,5–49 g. Skrzydło mierzy 80–89,5 mm, ogon 40,2–49,5 mm, a skok 9,2–12,6 mm. Wierzch głowy jasnoniebieski, obrączka oczna biała. Wierzch ciała, sterówki i skrzydła ciemnozielone; lotki brązowawe. Spód ciała jasnozielony. Dziób różowy, nogi pomarańczowe.

## Zachowanie
Widywana w stadach 10–20 osobników. Żeruje na nasionach, głównie bambusów z rodzaju Guadua. Odwiedza także, podobnie do innych papug, lizawki z gliny celem pobierania składników odżywczych. Widywana w stadach z wróbliczką amazońską (Forpus modestus), stadniczką żółtoczelną (Brotogeris sanctithomae) oraz stadniczką niebieskosterną (B. cyanoptera).

## Status
Międzynarodowa Unia Ochrony Przyrody (IUCN) od 1994 do 2020 roku uznawała stokóweczkę szmaragdową za gatunek bliski zagrożenia (NT – Near Threatened). Od 2020 roku gatunek ten ma status najmniejszej troski (LC – Least Concern). Liczebność populacji wstępnie oszacowano na 2500–9999 osobników dorosłych, a jej trend uznaje się za spadkowy ze względu na utratę i degradację siedlisk. Gatunek ten jest ujęty w II załączniku konwencji waszyngtońskiej (CITES).